# Westport (Washington)
Westport és una població dels Estats Units a l'estat de Washington. Segons el cens del 2000 tenia 2.137 habitants.

## Demografia
Segons el cens del 2000, Westport tenia 2.137 habitants, 983 habitatges, i 547 famílies. La densitat de població era de 229,2 habitants per km².
Dels 983 habitatges en un 23,2% hi vivien nens de menys de 18 anys, en un 42,9% hi vivien parelles casades, en un 8,7% dones solteres, i en un 44,3% no eren unitats familiars. En el 34,8% dels habitatges hi vivien persones soles el 14,8% de les quals corresponia a persones de 65 anys o més que vivien soles. El nombre mitjà de persones vivint en cada habitatge era de 2,16 i el nombre mitjà de persones que vivien en cada família era de 2,79.
Per edats la població es repartia de la següent manera: un 22% tenia menys de 18 anys, un 6,7% entre 18 i 24, un 24,8% entre 25 i 44, un 27,3% de 45 a 60 i un 19,1% 65 anys o més.
L'edat mediana era de 43 anys. Per cada 100 dones de 18 o més anys hi havia 91,9 homes.
La renda mediana per habitatge era de 32.037 $ i la renda mediana per família de 40.037 $. Els homes tenien una renda mediana de 33.173 $ mentre que les dones 23.889 $. La renda per capita de la població era de 17.362 $. Aproximadament el 9% de les famílies i el 14,3% de la població estaven per davall del llindar de pobresa.

## Poblacions més properes
El següent diagrama mostra les poblacions més properes.